# Parthenocissus quinquefolia

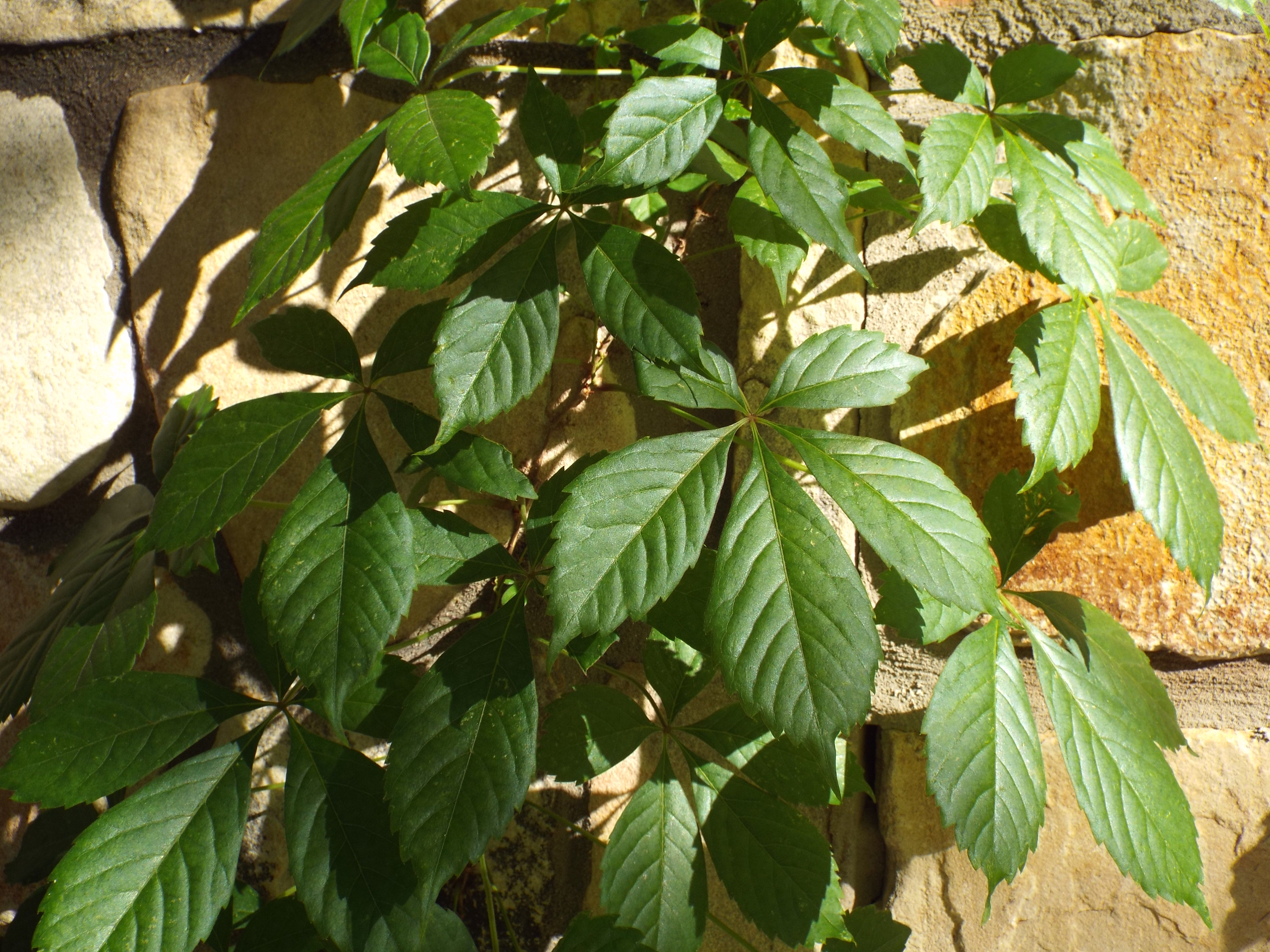
Hojas

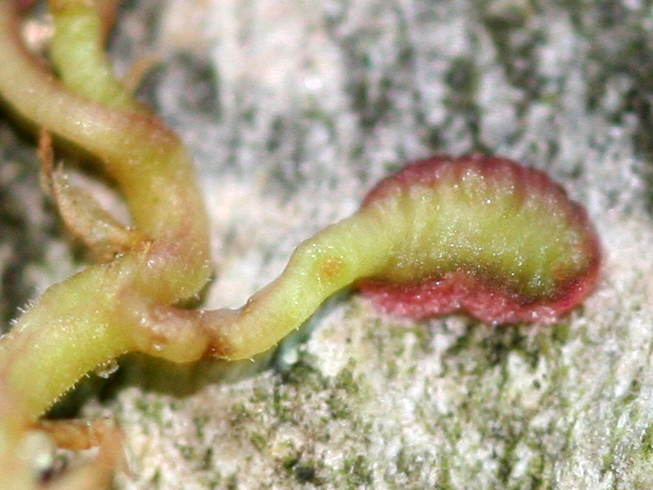
Detalle de un disco adhesivo

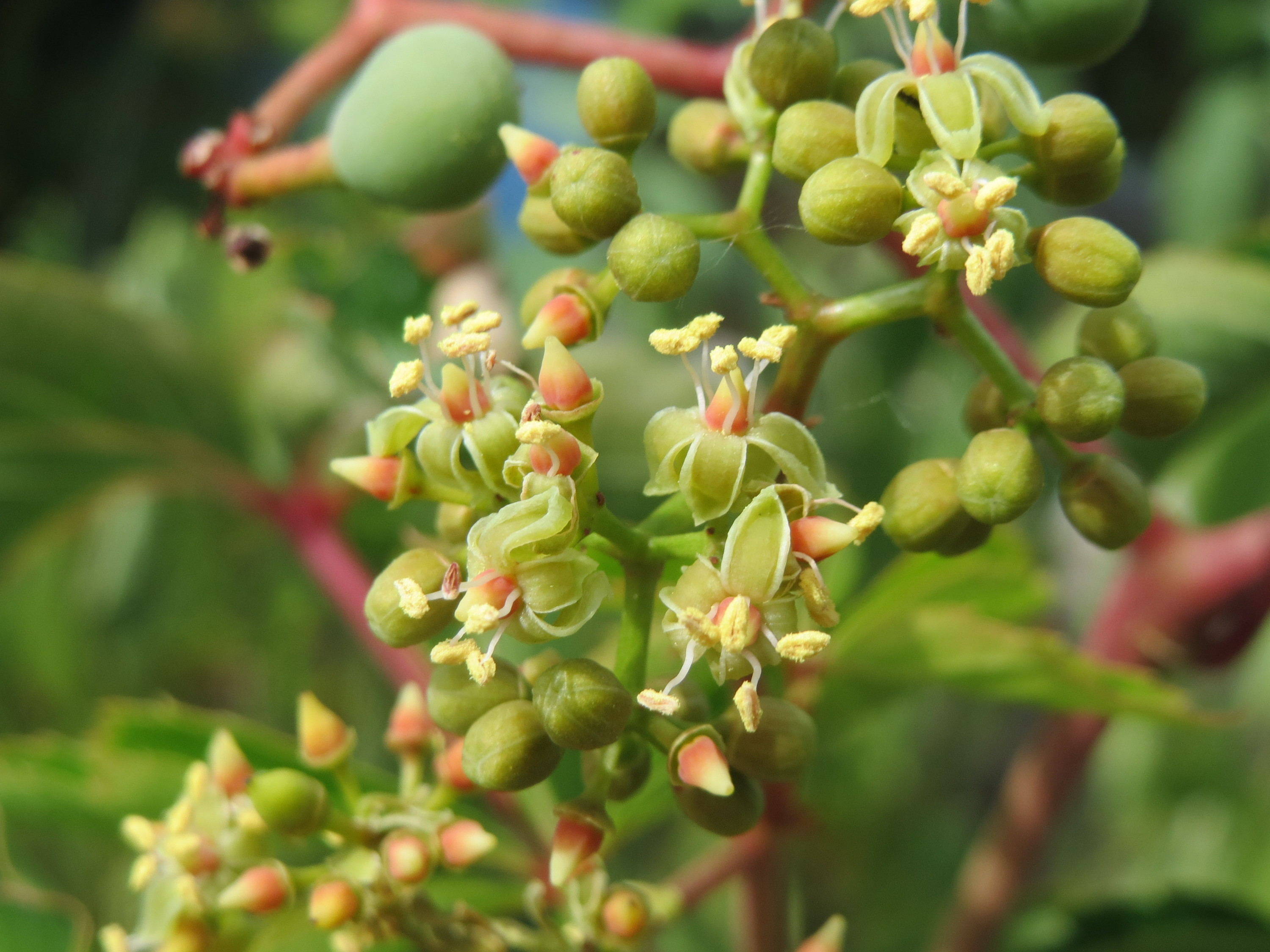
Inflorescencia en antesis

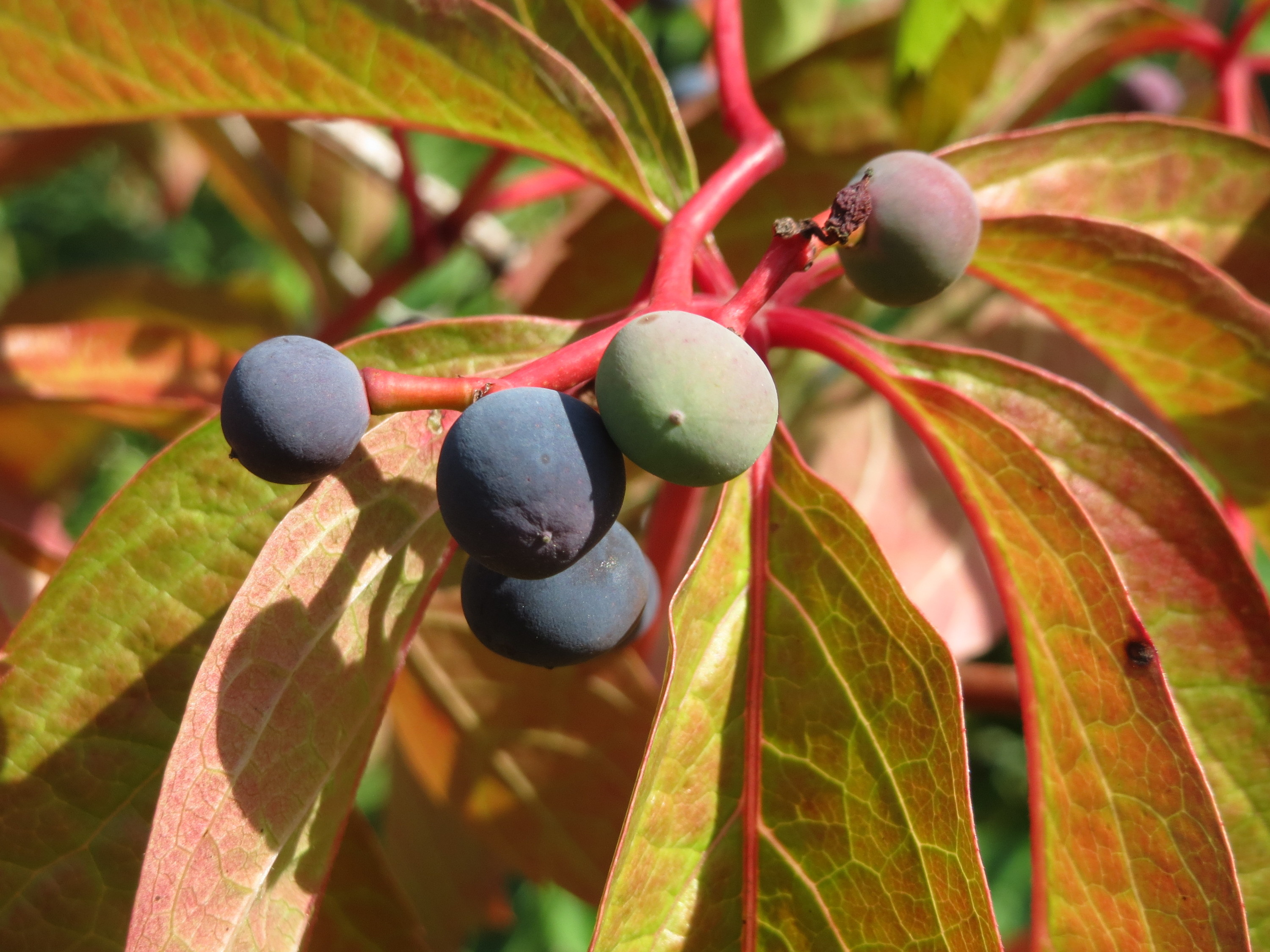
Frutos in situ

Parthenocissus quinquefolia  comúnmente conocida como parra virgen, viña virgen o enredadera de Virginia, es una especie de planta trepadora del género Parthenocissus de la familia Vitaceae nativa del este y centro de Estados Unidos, sudeste de Canadá y este de México. En Cuba se llama bejuco ubí macho.

## Descripción
Es una planta leñosa trepadora de hojas caducas, con numerosos zarcillos que en sus extremos cuentan con pequeños discos adhesivos.
Las hojas son alternas, compuestas y están formadas por 5 foliolos peciolados, de contorno elíptico u obovados y margen aserrado. Flores dispuestas en panículas opuestas a las hojas, muy pequeñas, de pétalos verdes. Los frutos son pequeñas bayas de no más de 6 mm, de color azulado oscuro
tendiendo a negro. (Molina Holgado, P. et al). Estos son tóxicos por su contenido en ácido oxálico aunque no es probable su consumo por su mal sabor (Francis, J. K.).

## Cultivos y usos
Es una planta de uso ornamental empleada para recubrir fachadas. Al igual que  Parthenocissus tricuspidata sus hojas pasan del verde oscuro en verano a un intenso color rojo en otoño hasta que se desprenden de las ramas a medida que avanza este.
Los nativos estadounidenses la usan como medicina herbal para diarrea, dificultad urinaria.

## Ecología
La planta es el alimento de las orugas de las polillas Eudryas grata y Phalaenoides glycinae.

## Taxonomía
Parthenocissus quinquefolia fue descrita primero por Carlos Linneo como Hedera quinquefolia y publicada enSpecies Plantarum, vol. 1, p. 202, y posteriormente atribuido al género de nueve creación Parthecissus por Jules Émile Planchon y publicado en Monographiae Phanerogamarum, vol. 5(2), p. 448, en el año 1887.
Taxones infraespecíficos aceptados
- Parthenocissus quinquefolia f. hirsuta (Pursh) Fernald
- Parthenocissus quinquefolia f. macrophylla (Lauche) B. Boivin

Sinonimia
- Ampelocissus cirrhata Voss
- Ampelocissus major Voss
- Ampelopsis hederacea DC.
- Ampelopsis hederacea var. dumetorum Focke
- Ampelopsis hederacea var. murorum Focke
- Ampelopsis heptaphylla Buckley
- Ampelopsis himalayana Dippel
- Ampelopsis hirsuta (Pursh) Donn ex Schult.
- Ampelopsis latifolia Tausch
- Ampelopsis quinquefoli Michx.
- Ampelopsis quinquefolia var. angustifolia Dippel
- Ampelopsis quinquefolia var. dumetorum Rehder
- Ampelopsis quinquefolia var. graebneri Rehder
- Ampelopsis quinquefolia var. heptaphylla A.Gray
- Ampelopsis quinquefolia var. hirsuta (Pursh) Torr. & A.Gray
- Ampelopsis quinquefolia var.laciniata A.Gray
- Ampelopsis quinquefolia var. latifolia Dippel
- Ampelopsis quinquefolia var. murorum Rehder
- Ampelopsis quinquefolia var. pubescens L.H.Bailey
- Ampelopsis quinquefolia var. radicantissima Rehder
- Ampelopsis quinquefolia var. spaethii (Koehne & Graebn.) Schelle
- Ampelopsis radicantissima var. graebneri (Bolle) Schelle
- Ampelopsis radicantissima var. saint-paulii (Koehne & Graebn.) Schelle
- Ampelopsis roylei Dippel
- Ampelopsis saint-paulii (Rehder) Rehder
- Ampelopsis virginiana Dippel
- Cissus hederacea Pers.
- Cissus hirsuta Steud.
- Cissus quinquefolia Desf.
- Cissus quinquefolia (L.) Borkh.
- Hedera carnosa W.Bartram
- Hedera quinquefolia L.
- Parthenocissus dumetorum (Focke) Rehder
- Parthenocissus engelmannii Koehne & Graebn.
- Parthenocissus heptaphylla (Buckley) Britton ex Small
- Parthenocissus quinquefolia f. engelmannii (Koehne & Graebn.) Rehder
- Parthenocissus quinquefolia var. murorum (Focke) Rehder
- Psedera heptaphylla (Buckley) Rehder
- Psedera quinquefolia (L.) Greene
- Psedera quinquefolia var. murorum (Focke) Rehder
- Quinaria hederacea Raf. nom. illeg.
- Quinaria quinquefolia (L.) Koehne
- Vitis hederacea Ehrh.
- Vitis quinquefolia (L.) Lam.[3]